# Worona
Die Worona (russisch Воро́на) ist ein 454 Kilometer langer rechter Nebenfluss des Chopjor im europäischen Teil Russlands.

## Verlauf
Die Worona entspringt in etwa 240 m Höhe im Kerensk-Tschembarer Höhenzug, der sich im Westteil der Wolgaplatte erstreckt und nach den alten Namen der in diesem Gebiet liegenden Orte Kerensk und Tschembar, heute entsprechend Wadinsk und Belinski, benannt ist. Auf ihrer gesamten Länge durchfließt sie in südwestlichen bis südlichen Richtungen den westlichen Teil der Wolgaplatte im Bereich ihres Überganges in die Oka-Don-Ebene.
Die zunächst durchflossene Waldsteppenlandschaft wandelt sich am Unterlauf des Flusses allmählich in Steppe, ist jedoch überall in erheblichem Maße durch landwirtschaftliche Nutzung verändert. Das Flusstal selbst, für das auf weiten Strecken ein steiles und hohes rechtes (westliches) und flaches, terrassiertes linkes (östliches) Ufer charakteristisch ist, nehmen vielerorts in einer Breite von einigen Kilometern Laubwälder ein. Am Unterlauf erstreckt sich der 15.000 Hektar große Tellermanowski-Wald mit bis zu knapp 300 Jahre alten, künstlich angelegten Stieleichenbeständen.
Bei der Stadt Borissoglebsk mündet die Worona schließlich in den Don-Nebenfluss Chopjor. Im Unterlauf erreicht ihre Breite etwa 40 Meter, die Tiefe zwei Meter. Die Fließgeschwindigkeit beträgt 0,1 m/s.
Die bedeutendsten Nebenflüsse sind Tschembar und Karai von links sowie die Ira von rechts.

## Hydrologie
Das Einzugsgebiet des Flusses umfasst 13.200 km².
Der mittlere jährliche Abfluss beträgt in Mündungsnähe bei Borissoglebsk 41,5 m³/s und steigt während des Frühjahrshochwassers durchschnittlich bis auf 650 m³/s an. Von Anfang Dezember bis Anfang April friert der Fluss zu.
Der Mineralgehalt des Wassers schwankt zwischen 150 und 350 mg/l im Frühjahr und 700–800 mg/l im Winter. Der mittlere Schwebstoffgehalt liegt zwischen 100 und 250 g/m³.

## Nutzung und Infrastruktur
Die Worona ist nicht schiffbar. Sie dient der Wasserversorgung der Orte am Fluss sowie der Bewässerung landwirtschaftlicher Nutzflächen. Der Fluss wird für Fischfang und Erholung genutzt.
Wegen ihres zumeist ruhigen Laufes durch ungestörte, dichte Laubwälder ist die Worona ein beliebtes Ziel für technisch relativ einfache, aber ausgedehnte Kanutouren, etwa von Kirsanow nach Borissoglebsk über 278 Kilometer.
Flächen von insgesamt 11.206 Hektar am Mittellauf des Flusses, zwischen Kirsanow und Inschawino, wurden 1994 als Worona-Naturreservat (Woroninski sapowednik) unter Naturschutz gestellt.
In unmittelbarer Nähe zur Quelle der Worona verläuft die Eisenbahnstrecke Rjaschsk – Pensa – Sysran. Unweit der etwas abseits des Flusses gelegenen Kleinstadt Belinski kreuzt ihn die Fernstraße R209, die Pensa mit Kirsanow verbindet, und folgt bis dort in einiger Entfernung seinem Lauf. Bei Kirsanow überqueren die Bahnstrecke (Moskau –) Mitschurinsk – Saratow und die ihr folgende Fernstraße R209 von Tambow nach Saratow den Fluss, zwischen Uwarowo und Mutschkapski die Bahnstrecke Tambow – Balaschow – Kamyschin. In Mündungsnähe bei Borissoglebsk kreuzen ihn die Bahnstrecke (Moskau –) Grjasi – Wolgograd sowie die Fernstraße A144, die als Teil der Europastraße 38 von Kursk über Woronesch kommend nach Saratow führt.